# 박길룡
박길룡(朴吉龍, 1898년 11월 20일 ~ 1943년 4월 27일)는 일제령조선의 건축가다. 호는 일송(一松).
1898년 11월 20일 서울 종로구 예치동 278번지(현재 종로 4가의 상가밀집지역에 해당)에서 이남삼녀 중 장남으로 태어났다. 본관은 밀양. 부친은 영세한 미곡상 박명옥(朴明玉).
집이 어려워 10세가 되어 물장수, 쌀 배달 등으로 학비를 대어 신흥초등학교를 졸업했다. 친구 박길룡이 증언하기로 "... 그 당시만 해도 사공농상의 관념이 잔존하던 시기였기 때문에 건축을 공부한다는 것은 이단시되었으나 둘이서 타협 끝에 내가 공업전문 입학원서 2장을 사다가 같이 써낸 것이 건축 공부의 시초가 된 것이다."라 한다. 김정현, 이기인과 아울러 경성공업전문학교에 입학한 박길룡은 재학 내내 급장을 도맡았다. 재학중 신거복(申巨福)과 결혼하여 용구, 정애, 용무를 두었다. 이후 김금인(金金仁)을 후취로 들여 인애, 용철을 두었다.
1919년 3월 15일 제2회 졸업생으로 경성고공을 졸업한다. 익년 1920년 조선총독부의 건축 기수(技手)가 되었다. 이것은 판임관(判任官)이라고도 한 하급관리직이었는데, 당시 그가 할 수 있는 선택은 이 뿐이었다. 당시만 해도 건축과 졸업생의 취직은 거의 모교의 교관에 의해 결정되었으므로 졸업생의 의사는 논외였다. 총독부에 배치된 박길룡은 조선총독부 청사의 신축공사의 실무자로 참여했다. 1920년에서 1932년까지, 기수로 있은 12년 동안 박길룡은 나름 일본인에게 역량을 인정받았다. 특히 설계도면을 빠르고 정확히 그려내는 데 놀라움을 샀다.
1927년 일본에 출장을 다녀오고, 1932년 조선총독부의 기사(技師)가 되었다. 이것은 건축물을 세우는 관(官)에 있어선 최고기술자를 이르는 관명이었다. 그러나 이틀만에 기사직에서 물러앉아 박길룡건축사무소를 개설하는데, 이는 1932년 7월 7일 일이었다. 두 달 전인 5월 7일 건축대서사 자격증을 따 자격을 준비했고, 관직에 있으면서 조선인 사이에서도 알려져 내직으로 이들의 맡긴 일도 처리했는데, 이것이 바탕으로 건축사무소를 열 수 있었던 것이다. 사무소의 주소는 관훈동 197번지.
박길룡의 사무실은 개인의 역량을 바탕으로 건축활동을 전개했고, 1920년대 말에 성장한 몇 개 기업의 촉탁을 받았으나 1930년대 들어 전시체제에 돌입되다 보니 일은 제한되었다. 1941년 내선일체를 추진하고 일제에의 멸사봉공을 촉구한 국민총력조선연맹의 중앙조직의 사무국 문화부 위원에 위촉되었다. 문화부 산하 연락계는 학술, 교화, 예술, 출판, 생활 부문으로 나눠졌는데 박길용이 있던 생활 부문에서 그는 유일한 한국인이었다. 1943년 견지공평정회(堅志公平町會)의 정총대(町總代)가 되었다.
1943년 공평동 사무실에서 뇌일혈로 쓰러져 생을 마감했다. 경성부윤 후루이치는 조사에서 그가 "... 지성으로 일관되게 직무에 진력함으로써 신정회 발족에 유감없도록 하는 등 그 공적은 현저하다." 했다. 또한 견지공평정회 부총대 무라이는 조사에서 "... 정총대에 임명되어 정민을 올바른 길로 이끌어주고 국가 비상시에 있어서는 국민 총력 발휘에 혼신의 노력을 기울임으로써 ..." 했다.
박길룡은 1934년 한청빌딩을 시작으로 종로일대에 1935년 화신백화점 등등 여러 건물을 설계했다. 이외 1931년 경성제국대학 본부(총독부하 공동설계), 1931년 동일은행 남대문지점, 1940년 평양 대동공전 교사, 1943년 혜화전문학교 본관, 1943년 이문당 등을 설계했다.
박길룡은 저술활동도 활발하여, 《조선과 건축》에서 김윤기와 쌍벽으로 가장 많은 글을 실었는데, 이들 글에는 구조, 의장, 고건축, 설비 등에 관심이 집중되어 있다. 1930년부터는 작고하기까지 《동아일보》, 《조선일보》에서 기고하였고, 《과학조선》에서 편집을 했고, 《도시의 건축》에서도 많은 글을 기고했다. 이외 단행본으로 《제래식 주가 개선에 대하여》라는 책을 내었다. 1941년 4월 14일엔 타블로이드식 월간신문 《건축조선》을 창간했는데, 이는 조선인 건축가에 의한 최초의 건축잡지였다.

## 같이 보기
- 경운동 민병옥 가옥
- 월계동 각심재
- 화신백화점